# Asterionellopsidaceae
Famille
Les Asterionellopsidaceae sont une famille d'algues de l'embranchement des Bacillariophyta (Diatomées), de la classe des Bacillariophyceae et de l’ordre des Rhaphoneidales.
Ce sont des organismes planctoniques marins, quelquefois épiphytes.

## Étymologie
Le nom de la famille vient du genre type Asterionellopsis, composé du préfixe Asterionell-, par allusion au genre Asterionella (diatomée de la famille des Tabellariaceae), et du suffixe -opsis, « semblable à ».

## Description
Les espèces de cette familles ont des frustules hétéropolaires, c’est-à-dire dont les extrémités sont très différentes, montrant un pôle étroit (pôle inférieur) et un pôle large (pôle supérieur). Le pôle supérieur large, se rétrécit en une extension très étroite chez Asterionellopsis, plus large chez Bleakeleya. Les cellules s'attachent les unes aux autres au pôle large ou au sommet des valves pour former des chaînes plates, étoilées, torsadées, ou encore ondulantes. Elles ont au moins deux petits plastes discoïdes, mais peuvent en avoir un plus grand nombre.
Les valves présentent des stries alternées avec des aréoles poroïdes recouvertes d’un velum criblé de trous au pôle supérieur.
Les valves sont dépourvues de raphé et appartiennent au groupe des diatomées araphidés appelée « araphidés basaux », groupe frère d'un autre clade contenant des diatomées araphidées (sans raphé) et raphidées (pourvues de raphé)
.
Les valves ont un sternum étroit, qui peut être presque impossible à distinguer, et des épines peuvent être présentes le long du bord de la valve.
Le pôle inférieur de la valve a un seul processus labial (ou rimoportula) , en position perpendiculaire ou parallèle aux stries.
Les deux pôles ont des champs de pores apicaux qui sont de simples zones poroïdes ou des fentes allongées. On observe ainsi plusieurs ceintures étroites, perforées de multiples rangées de pores, ou de fentes allongées. Le champ de pores au niveau inférieur est séparé de la face de la valve par une collerette de silice épaissie et surélevée.

## Liste des taxons de rang inférieur
Liste des genres selon AlgaeBase (31 mai 2022) :
- Asterionellopsis Round, 1990
- Bleakeleya Round, 1990

## Systématique
La famille des Asterionellopsidaceae a été créée en 2016 par la phycologue allemande Linda K. Medlin (d) dans une publication coécrite avec le biologiste marin Yves Desdevises (d),.

## Publication originale
- (en) L. K. Medlin et Y. Desdevises, « Phylogeny of 'ARAPHID' diatoms inferred from SSU & LSU rDNA, RBCL & PSBA sequences », Vie et Milieu, vol. 66, no 2,‎ janvier 2016, p. 129-154 (ISSN 0240-8759 et 2402-6689, lire en ligne).